# Аль-Муганна бін Джайфар
Аль-Муганна бін Джайфар (араб. المهنا بن جيفر; д/н — 15 жовтня 851) — 6-й імам Другого імамату Оману в 840—851 роках. За свою схильність підіймати губи й відкривати зуби під час гніву дістав прізвисько Зу'л-Наб (Володар вічкозуба).

## Життєпис
Походив з клану Яхмед племенної підгрупи Атік племені Азд (нащадків набатеїв або сабеїв). Син шейха Джайфара аль-Яхмеді. Після смерті імама Абдулмаліка бін Гумейда 29 квітня 840 року оголошений новим правителем імамату. Цим продовжено протистояння клану Яхмед з очільниками Атіки.
Розпочав політику з централізації держави, оскільки до цього вона фактично була племенним союзом з релігійною (ібадитською) основою. Реорганізував війська, створивши флот у 300 військових суден. Також ополчення (шурат) було замінено постійною армією у 10 тис. піхоти й 9 тис. кінноти і вершників на верблюдах. Водночас активно сприяв поширенню ідей ібадизму серед арабських племен.
Зростання населення спричинило потребу збільшити вирощування харчів, розвивати сільське господарство. Тому за наказом імама проведено роботи зі розбудови зрошувальних систем Афладж.
Поступова монархічна діяльність спричинила конфлікт з улемами, які за попередніх імамів мали чималу владу, фактично контролюючи імамат. Втім спроби улемів позбавити Аль-Муганну посади імама зустріли жорстокий опір. Невдовзі повстало плем'я бану-джуланд, представники якого були першими імамами. Але після запеклих боїв імам здобув перемогу, знищивши значну частину бану-джуланду.
Помер 851 року. Новим імамом було обрано Аль-Сальта бін Маліка, очільника підгрупи Атік.